# Феофил Плачливый
Феофил Плачливый (в некоторых источниках Феофил Слезоточивый; ум. ок. 1090) — преподобный инок Киево-Печерского монастыря.

## Биография
Феофил жил в монастыре в XI веке, вместе с братом своим, иноком Иоанном Богоугодным. Братская дружба их дошла до того, что они упросили блаженного Марка Гробокопателя выкопать им общую могилу. 
Во время одной отлучки из обители (по делам монастырским) Феофила брат его скончался и был погребен в приготовленной могиле. Когда Феофил возвратился и пришёл на могилу брата, то выразил недовольство, что брат его похоронен на верхнем месте могилы, принадлежащем ему, Феофилу. Марк Гробокопатель обратился к умершему и сказал: «брат, уступи место твоему старшему брату, а сам ляг на нижнее». К великому удивлению, мертвый встал и лег на нижнем месте.
После этого гробокопатель сказал Феофилу, что ему не следовало бы уходить из пещеры и необходимо немедленно умереть, но так как он ещё не готов к переходу в вечность, то должен позаботиться о спасении души своей. Опечаленный и напуганный, Феофил раздал бедным все свои вещи и, ожидая своей смерти, стал горько и непрестанно плакать о своих грехах. С плачем соединил он строгий пост и в течение многих лет так изнурил свою плоть, что можно было сосчитать его кости; от множества же слёз лишился зрения.
Марк Печерский когда узнал час своей кончины, призвал к себе Феофила и произнёс: 

«Прости меня, брат, что я опечалил тебя на много лет, и моли Бога обо мне, потому что я отхожу уже от этого мира. Если же я получу дерзновение, не забуду молиться о тебе, чтоб Господь сподобил нас обоих, и видеть Его пресветлое лицо, и увидеть там друг друга, и быть там на месте преподобных отцов наших Антония и Феодосия Печерских».

Феофил не переставая плакать молвил умирающему:

«Зачем, отче, ты оставляешь меня? Возьми меня с собой или даруй мне здесь прозрение. Знаю, что, когда ты воскресил умершего моего брата, а я упал пред тобой в пещере, я должен был умереть за грехи мои. Но Господь, ради святых твоих молитв, пощадил меня, ожидая моего покаяния. И теперь можешь ты подать мне, чего я прошу у тебя — или с тобою отойти к Богу, или прозреть».

Марк Пещерник сказал в ответ сокрушающемуся Феофилу:

«Не скорби, брат, что ради Господа ты ослеп телесными очами, ибо духовными ты прозрел к истинному разуму. Я пожелал быть виной твоего ослепления; я предсказал тебе смерть, желая сделать пользу твоей душе, и привести к смирению твое плотское высокоумие, ибо Бог не уничижит сердца сокрушенного и смиренного (Пс. 50:19), а не хвалящегося старшинством. Поэтому не нужно тебе видеть этого маловременного света; проси у Господа, чтоб видеть тебе славу Его в свете присносущном; не желай и смерти: она придет, если б ты и не хотел. Вот тебе будет знамением отшествия твоего: за три дня до кончины твоей ты прозришь и так отойдешь ко Господу, и там увидишь свет нескончаемый и славу неизреченную».

После кончины отца Марка, Феофил ещё более усилил свои рыдания и молитвы, обильные слезы за многие годы наполнили доверху подставленный сосуд. Когда зрение возвратилось, то преподобный увидел в руках ангела сосуд со своими слезами и услыхал от ангела слова: «Блажени плачущие, яко тии утешатся». Через три дня он (около 1090 года) скончался.
Нетленные мощи его почивают в Ближних Антониевых пещерах рядом с братом и Марком и, согласно рассказам монахов, источают исцеления. Память преподобного Феофила Плачливого чтится 29 декабря (11 января).